# Erzsébetligeti Színház
Az Erzsébetligeti Színház egy színházépület a Budapest XVI. Kerületében, Mátyásföldön. A Corvin Művelődési Ház, kerületi fenntartású közművelődési intézmény 1996-tól üzemelteti, 1998-tól telephelye, majd 2003 óta székhelye.

## Története
Épülete eredetileg az 1953–1954-ben, a II. Rákóczi Ferenc Katonai Középiskola tornacsarnokának épült Mészáros Gyula és Wágner László 1952-es tervei alapján és működött addig, amíg 1958. február 17-én a Honvédelmi Minisztérium Katona Tanácsa az iskola megszüntetése mellett döntött, s átköltöztette az osztályokat Hűvösvölgybe. Az épület hátsó, külső falán elhelyezett sporteszközöket ábrázoló domborművek emlékeztetnek erre. Egyszintes, megjelenésében egyszerű épület, bejárata felőli oldalán ívesen záródó oszlopsor látható. 1956-tól 1991-ig a területen működött a Magyarországon állomásozó szovjet csapatok (Déli Hadseregcsoport) főparancsnoksága. Ők alakították át a csarnokot színházteremmé gépesített színpaddal, világítással, mozgatható mozivászonnal, központi hangosítással. A 750 személyes terembe nem sokkal kivonulásuk előtt új üléseket, parkettát, korszerű tűzjelző berendezést vettek és az épületben lévő tárgyalótermet is berendezték, amiket 1991-ben — hosszas tárgyalások eredményeképpen — a XVI. kerületi önkormányzat szerzett meg. 1996-ban a Corvin Művelődési ház kapta meg az Erzsébet-ligetben, a szovjet csapatok által hátrahagyott kulturális központ épületét, mint telephelyet és még abban, a millecentenáriumi évben ide szervezték a 80 éves mátyásföldi repülőtér jubileumi ünnepségeit. Ettől kezdve folyamatosan bővültek az intézmény programjai, a ligeti épület leromlott állapotát helyrehozó tatarozási munkálatok mellett.
A színház 1998 óta viseli mai nevét. Ezt követően fokozatosan költözött át ide a Corvin Művelődési Ház, majd lett 2003–2004-ben az intézmény székhelye. 2004-ben a megváltozott funkciónak megfelelő épület kialakítási munkákat végeztek, létrehozva a kulturális centrumot. Ekkor rendezték meg itt először a Kertvárosi Vigasságok megnevezésű rendezvénysorozatot. Ugyancsak 2004-ben szerezte meg az önkormányzat a színház melletti – az egykori szovjet étteremként funkcionált – épületszárnyat ingatlancserével, amit 2006–2007-ben új funkciójának megfelelően szintén felújítottak. Ezzel párhuzamosan több kisebb és egy nagyobb alapterületű kiállító- és rendezvényterem is felújításra, illetve kialakításra került és a színháztermet is korszerűsítették, kibővítették. A mozdítható székeknek köszönhetően nézőtere többféleképpen is berendezhető, így vacsorával egybekötött bálok, koncertek szervezésére is alkalmas lett. Azóta az épületegyüttes akadálymentesített, így legnagyobb tere, az 500 főt befogadó színházterem is, ahol a színpadot személyszállító lift szolgálja ki. A kisebb termek lehetőséget adnak akár 150 fős előadások és kiscsoportos foglalkozások megtartására egyaránt. A Corvin Művelődési Ház – Erzsébetligeti Színház 2015-ben elnyerte a Közművelődési Minőség Díját, és a Családbarát Munkahely díjat, 2020-ban pedig a Családbarát Szolgáltató Hely tanúsító védjegy – ekkor elérhető legmagasabb, – bronz fokozatát. 2017-es átadása óta a János utcai napközis tábor központi kőépületéből kialakított Szentmihályi Kulturális Központ az „Erzsébetligeti Színház - Corvin Művelődési Ház” rákosszentmihályi telephelye. 2018-ban az Erzsébet-ligeti színház előtti tér is megújult, ahol a nagy összefüggő burkolt felületet növénykazetták és fatelepítés oldja. A téren egyedi padok, valamint árnyékoló szerkezet kapott helyet, a megvilágítást kandeláberek biztosítják.
Az épület számos kulturális rendezvény – befogadó színházi előadások, komoly és könnyűzenei pop-, rock-, jazz koncertek, fesztiválok, versenyek, szabadtéri programok, képzőművészeti kiállítások – helyszíne a felnőtt és gyermek közönség számára egyaránt. Különböző klubok, civil szervezetek programjait, ismeretterjesztő előadásokat, szimpóziumokat, szalagavatókat, iskolanapokat, díszelőadásokat, vetélkedőket is rendeznek itt. Többek között 2015-ben a Quimby magyar rock zenekar is koncertet adott a színházban. 2017-ben a Táncpedagógusok Országos Szövetsége itt rendezte meg a 28. Junior Nemzeti Táncfesztivált, és szintén ebben az évben a színház helyiségeiben került sor a második Vingardium Borliget fesztiválra. A helyi nagyobb rendezvények közül 2006-ban indult el az Operagála, 2007-ben a Tavaszi Fesztivál, 2008-ban a Kulturális Kaszinó, 2009-ben pedig a Kertvárosi Hölgyklub.
A közönség előtt zajló programokon túl amatőr művészeti csoportok, színi tanoda, klubok, tánctanfolyamok is működnek az épületben.

### Az épületben az 1990-es évek után működő színház és művelődési ház igazgatói
- Jámbor Imre (1998–2004)[5]
- Bankó László (2004–2009)[5]
- Jenei Mónika (2009 szeptember)[5]
- Szabó Csilla (2009–)[22]

## Képtár

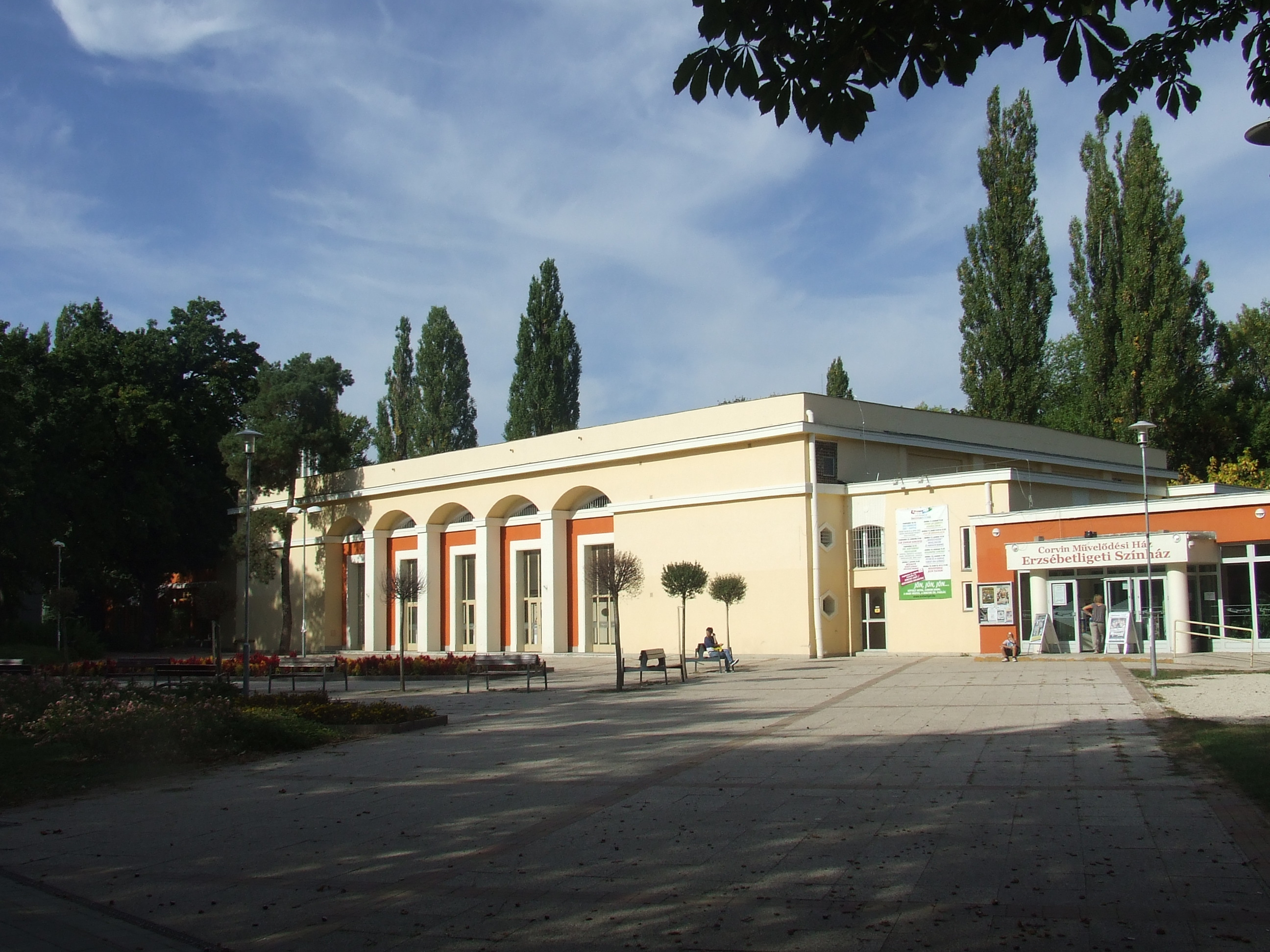
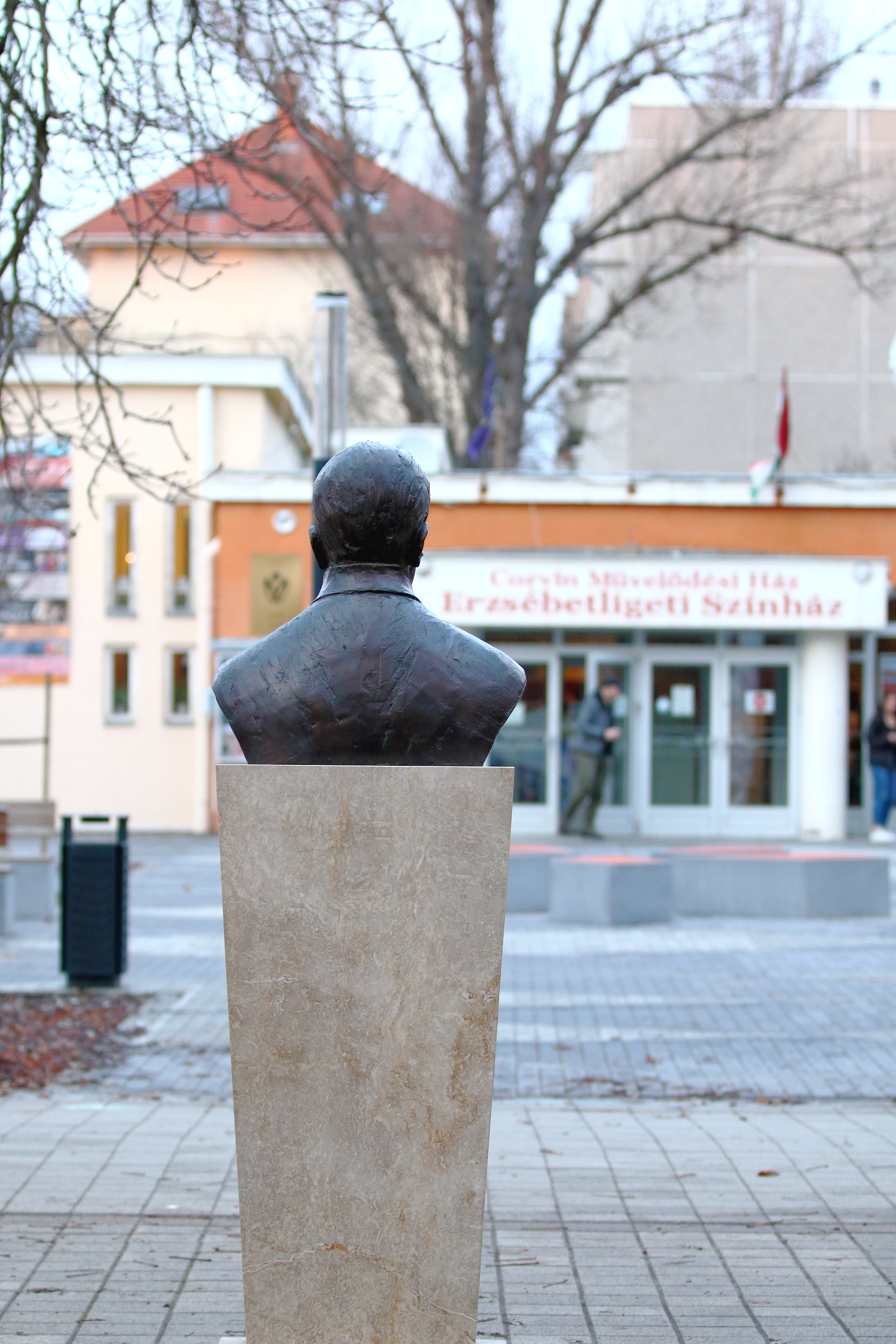
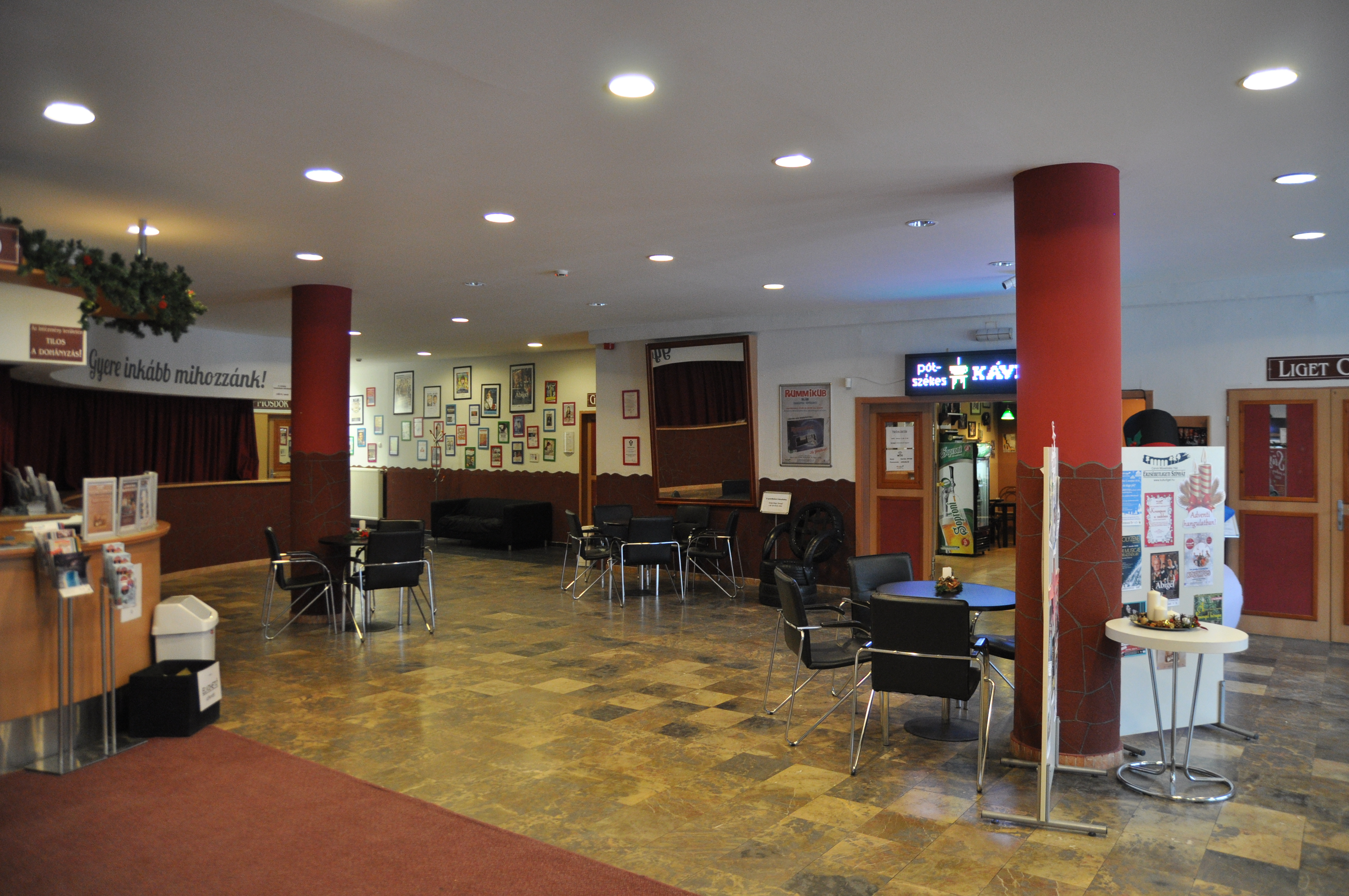
Az előtér
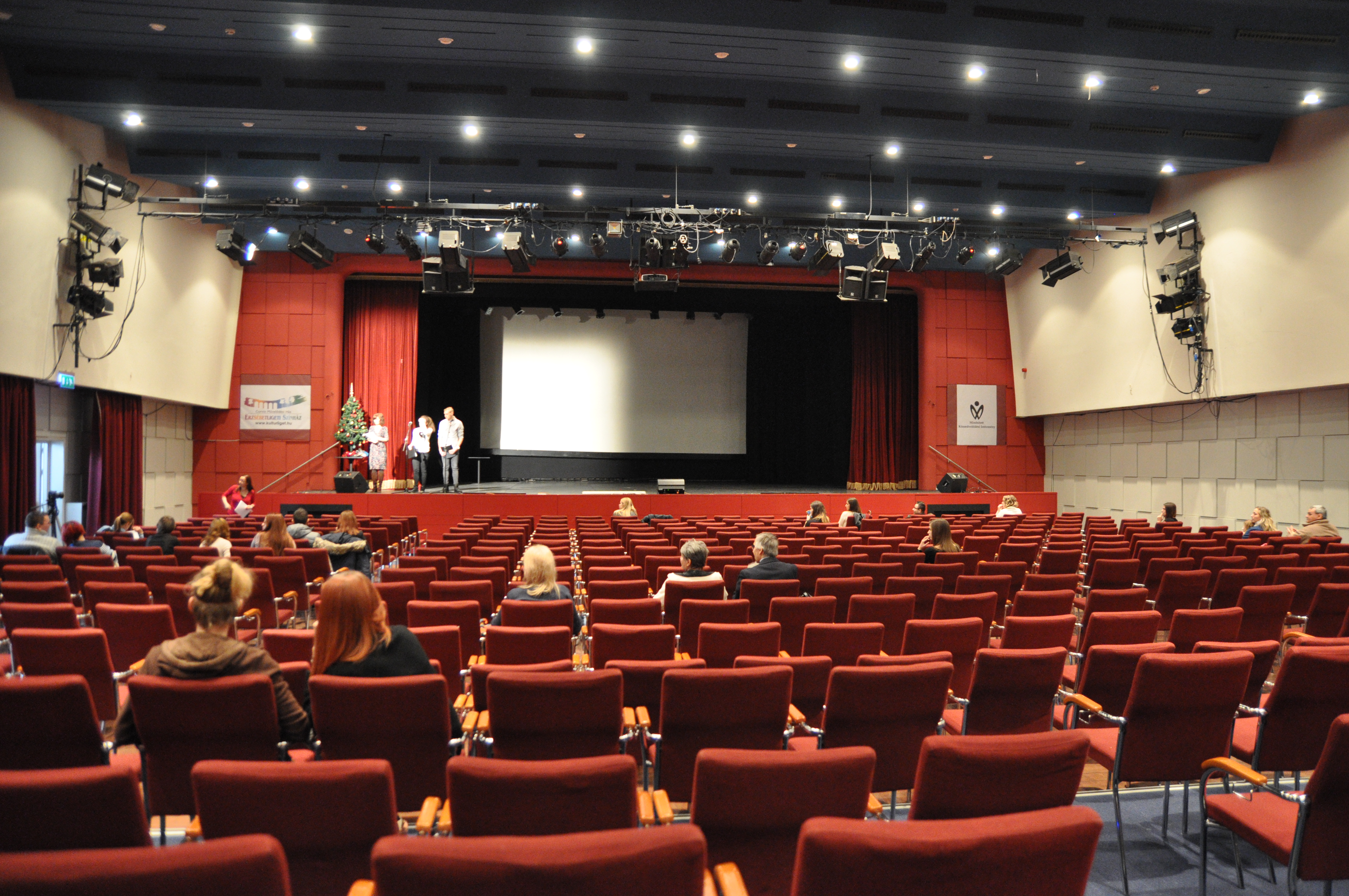
A nézőtér
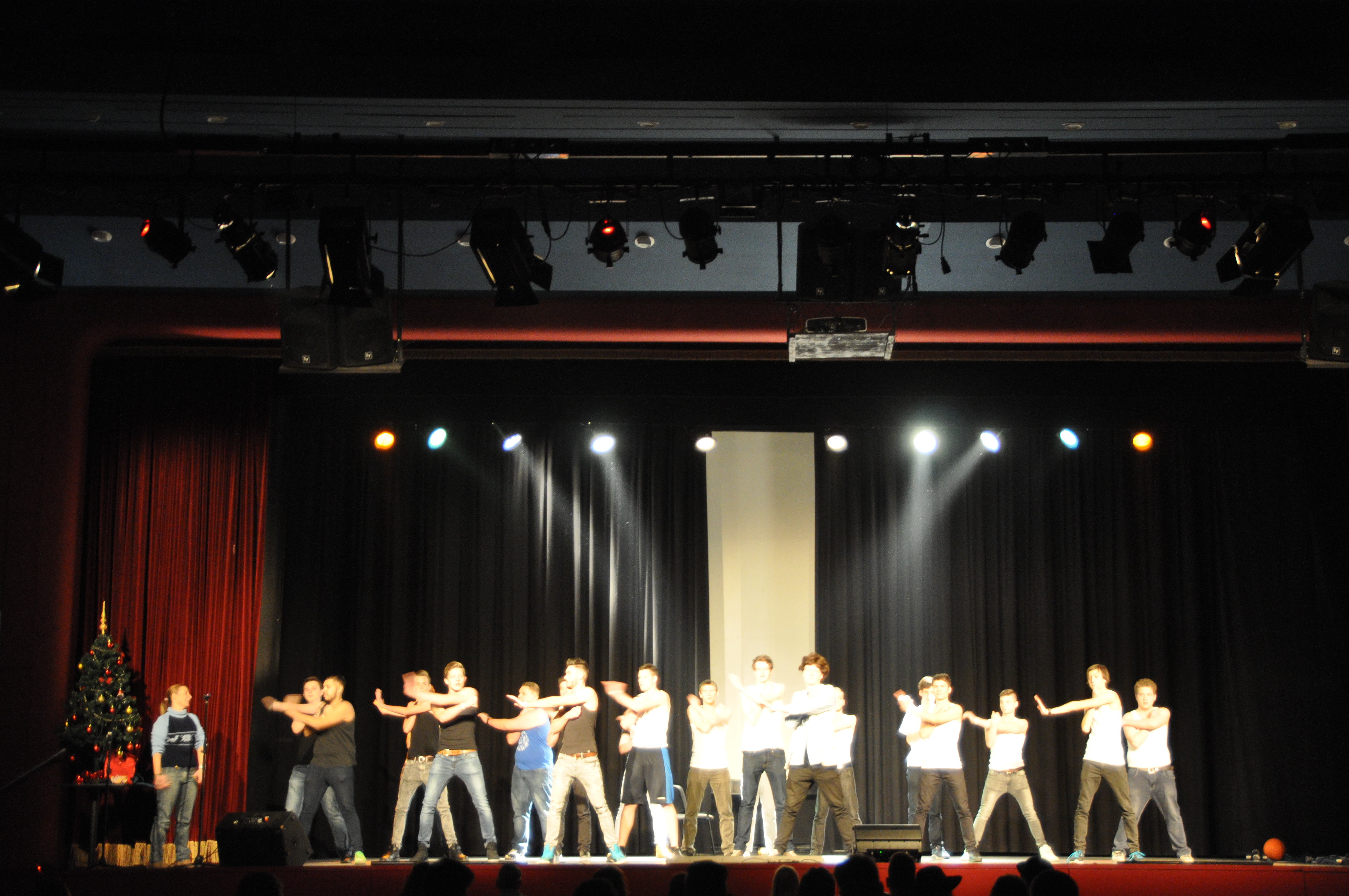
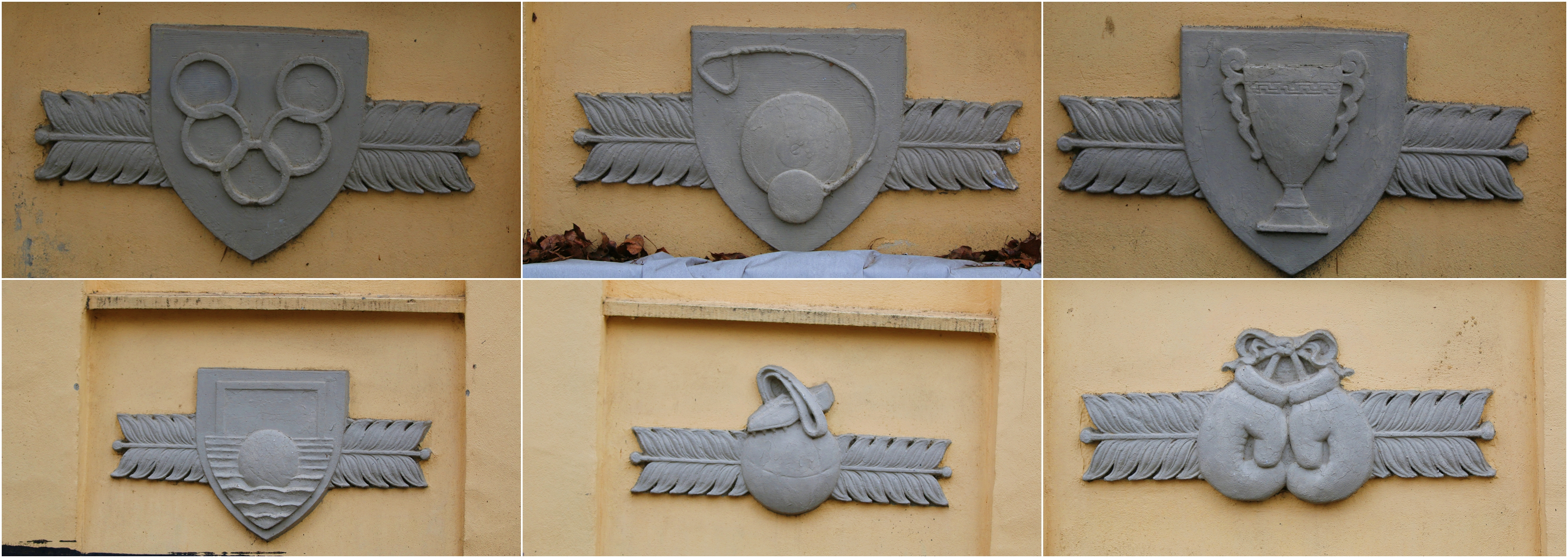
A sportcsarnok funkcióra emlékeztető domborművek